# Palloptera usta
Palloptera usta är en tvåvingeart som först beskrevs av Johann Wilhelm Meigen 1826.  Palloptera usta ingår i släktet Palloptera och familjen prickflugor. Inga underarter finns listade i Catalogue of Life.